# Franz Wilhelm Cramer

Franz Wilhelm Cramer

Franz Wilhelm Cramer (* 3. März 1815 in Oelde; † 15. März 1903 in Münster) war ein deutscher römisch-katholischer Theologe, Schriftsteller und von 1884 bis zu seinem Tod Weihbischof im Bistum Münster.

## Leben
Cramer besuchte zunächst das Progymnasium in Warendorf, später dann das Gymnasium Paulinum in Münster. Dort machte er 1834 das Abitur. Das Studium der katholischen Theologie absolvierte er an der Akademischen Lehranstalt des Bistums Münster. Am 10. August 1838 wurde er hier zum Priester geweiht.
Ab 1839 war er als Kaplan in Neuenkirchen bei Rheine tätig. 1850 zum Pfarrdechanten in Dülmen sowie zum Rektor von Haus Dülmen berufen, begründete und redigierte er dort spätestens seit 1852 das Katholische Missionsblatt Dülmen.
1864 erfolgte die Ernennung zum Domkapitular in Münster sowie, in der Nachfolge Gustav van der Meulens, zum Regens des Bischöflichen Priesterseminars Collegium Borromaeum Münster, das er bis 1880 leitete. 1866 wurde er zeitgleich Prosynodal-Examinator (Direktor) der Weltpriesterkongregation von Kevelaer, der späteren Canisianergemeinschaft.
In dieser Zeit entfaltete Cramer eine rege Tätigkeit als Volksschriftsteller. Seine Werke zur Volksfrömmigkeit und -andacht, unter anderem Gebetbücher, Mahn- und Erbauungsschriften, erreichten hohe Auflagen und wurden in verschiedene Sprachen übersetzt. Während der im Jahr 1876 verfügten Schließung des Priesterseminars zur Zeit des Kulturkampfs hielt er Volksmissionen ab.
Im April 1884 wurde Cramer die katholisch-theologische Ehrendoktorwürde der Königlichen Akademie, Nachfolgerin der Akademischen Lehranstalt und Vorgängerin der heutigen Westfälischen Wilhelms-Universität Münster verliehen, im selben Jahr wurde er sowohl Domdechant als auch (bis zu seinem Rücktritt 1897) Bischöflicher Offizial in Münster.
Cramer war zudem Päpstlicher Hausprälat und Päpstlicher Thronassistent.
Papst Leo XIII. ernannte Cramer am 13. November 1884 zum Weihbischof in Münster und Titularbischof von Lycopolis. Die Bischofsweihe spendete ihm der damalige Bischof von Münster Johannes Bernhard Brinkmann am 21. Dezember 1884.
Cramer war über viele Jahre Beichtvater der Schwestern von der Göttlichen Vorsehung in Münster.
Er starb am 15. März 1903 in Münster und ist auf dem dortigen Zentralfriedhof begraben.

## Schriften (Auswahl)
- Der große Tag ist da! oder: Heilige Uebungen für die letzten acht Tage vor der ersten heiligen Communion, wie auch für den Communionstag, auch Gebete und Litanei für die Zeit des Communions-Unterrichts, Gebete für den Schluß des Schullebens, und insbesondere mehrere Gebete zur h. Jungfrau und zum h. Aloysius. Laumann, Dülmen, 23. Aufl. 1866.
- Kreuzzug und Rüstung, oder: Das allgemeine Concil, eine Angelegenheit aller katholischen Christen, nebst einer Sammlung von Gebeten für die Zwecke desselben. Laumann, Dülmen 1868.
- Kreuzweg-Andacht zur Erhaltung und Auffrischung der Missions-Früchte, zum öffentlichen und Privat-Gebrauche. Laumann, Dülmen 1869; mehrere weitere Auflagen.
- Feuer und Schwert oder die heiligen Stätten und Stunden. Betrachtungen über das Leiden unseres Herrn für alle Tage der h. Fastenzeit. nebst entsprechenden Gebeten und einem Anhange von Morgen-, Abend-, Meß-, Beicht- u. Communiongebeten. Laumann, Dülmen, erweiterte Neuauflage 1870.
- „Wahrheit und Märchen“ oder die Glaubensentscheidung des 18. Juli. Ein Wort der Belehrung und Berichtigung. Laumann, Dülmen 1870.
- Die christliche Mutter in der Erziehung und in ihrem Gebete. Laumann, Dülmen, 8. Aufl. 1872.
- „Israels Hort“, oder: Die Zuflucht zum h. Herzen Jesu. Gebete für die heil. Kirche, zunächst zum Zwecke der von den hochwürdigsten Bischöfen am Grabe des h. Bonifacius angeordneten Andacht für die bedrängte Kirche. Laumann, Dülmen 1872.
- Auf nach Salem’s Höhen! oder Die heiligen Stätten und Stunden des Leidens unseres Herrn in 40 Betrachtungen für jeden Tag der Fastenzeit und Siehe da deine Mutter oder Betrachtungen über die sieben Schmerzen Mariä, nebst entsprechenden Gebeten Gebeten und einem Anhange. Laumann, Dülmen 1873; 4. Aufl. ebd. 1886; 6. Aufl. ebd. 1898.
- Der christliche Vater, wie er sein und was er thun soll, nebst einem Anhange von Gebeten für denselben. Laumann, Dülmen 1873; 10. Aufl. (2. Auflage als Digitalisat und Volltext im Deutschen Textarchiv)
- Die Unvertreiblichen, oder: Die Missionare der Eisenbahn. Laumann, Dülmen 1873; 4. Aufl. 1886.
- Johann Bernhard, Bischof von Münster. Seine Biographie (= Deutschlands Episcopat in Lebensbildern, Band 18). Woerl, Würzburg 1875.
- Auf der Eisenbahn. Laumann, Dülmen, 2. Aufl. 1891.
- Manhu. Was ist das? oder: Die Bedeutung der heiligen Communion für’s christliche Leben und wie es der kathol. Christ mit ihrem Empfange zu halten hat. Laumann, Dülmen, 2. Aufl. 1891.
- Unser Adel oder die Kindschaft Gottes. Laumann, Dülmen 1892.

## Herausgaben
- Katholisches Missionsblatt. Laumann, Dülmen 1850ff.